# Chao Pak Kei
Das Chao Pak Kei Football Team (chinesisch 藍白體育會), auch als C.P.K. bekannt, ist ein 2008 gegründeter macauischer Fußballverein. Aktuell spielt der Verein in der ersten Liga, der Liga de Elite.

## Geschichte
Der Verein wurde 2008 gegründet. 2012 wurde das Team Meister der zweiten Liga und stieg somit in die erste Liga auf. 2019, 2021 und 2022 feierte man die Meisterschaft. 2018 und 2020 gewann man den Pokal.

## Stadion
Der Verein trägt seine Heimspiele im 3000 Personen fassenden Lin Fong Sports Centre aus.

## Erfolge
- Macauischer Meister: 2019, 2021, 2022, 2023
- Macauischer Vizemeister: 2018, 2020, 2024
- Macauischer Zweitligameister: 2012  ▲
- Macauischer Pokalsieger: 2018, 2021, 2022
- Macauischer Pokalfinalist: 2016, 2019